# Hishults församling
Hishults församling var en församling i Göteborgs stift och Halmstads och Laholms kontrakt i Laholms kommun. Församlingen ingick i Höks pastorat. Församlingen uppgick 2020 i Knäred-Hishults församling.

## Administrativ historik
Församlingen har medeltida ursprung.
Församlingen var till 1949 moderförsamling i pastoratet Hishult och Skånes-Fagerhult för att från 1949 och 1962 utgöra ett eget pastorat. Från 1962 till 2014 annexförsamling i pastoratet Knäred och Hishult. Från 2014 ingick församlingen i Höks pastorat. 2020 uppgick församlingen i Knäred-Hishults församling. 

## Kyrkor
- Hishults kyrka